# Eduard Veterman
Elias "Eduard" Veterman (Den Haag, 9 november 1901 - Laren, 28 juni 1946) was een Nederlands schrijver, beeldend kunstenaar en verzetsman tijdens de Tweede Wereldoorlog.

## Levensloop
Veterman was van Joodse afkomst. Hij werd opgeleid als beeldend kunstenaar aan de Academie voor Beeldende Kunsten in Den Haag. Hoewel hij actief was als schilder en tekenaar (o.a. boekillustraties), werd hij toch vooral bekend door zijn andere activiteiten.
Hij begon zijn carrière aan het toneel als rechterhand van Cor van der Lugt Melsert, over wie hij later (samen met diens zwager Jan van Ees) een van zijn vele boeken zou schrijven. In totaal schreef hij vijftien romans en dertig toneelstukken. Hij kan beschouwd worden als een vertegenwoordiger van het decadentisme.
Pogingen van Veterman om een eigen toneel- of cabaretgezelschap op te zetten eindigden tweemaal in een financieel fiasco. Meer succes had hij als toneelschrijver en regisseur bij de Hollandse Schouwburg in Den Haag. Toen de Duitsers in 1940 Nederland binnenvielen werd dit onmogelijk. Hij nam een valse naam aan (prof.dr. Eduard Jacques Necker, hoogleraar Kunstgeschiedenis) en moest onderduiken. Tijdens de bezetting maakte hij zich verdienstelijk met het vervalsen van persoonsbewijzen voor onderduikers en verzetsmensen. Hij maakte deel uit de verzetsgroep Luctor et Emergo.
Veterman werd in 1943 verraden en door de Gestapo gearresteerd. Hij zat een tijd opgesloten in de gevangenis van Scheveningen (Oranjehotel). Hij werd ter dood veroordeeld en afgevoerd naar een gevangenis in Lüttringhausen, waar hij in 1945 door de Amerikanen werd bevrijd. Na de bevrijding had hij groot succes met het toneelstuk "Oranje Hotel", waarvan 150 voorstellingen gespeeld werden.

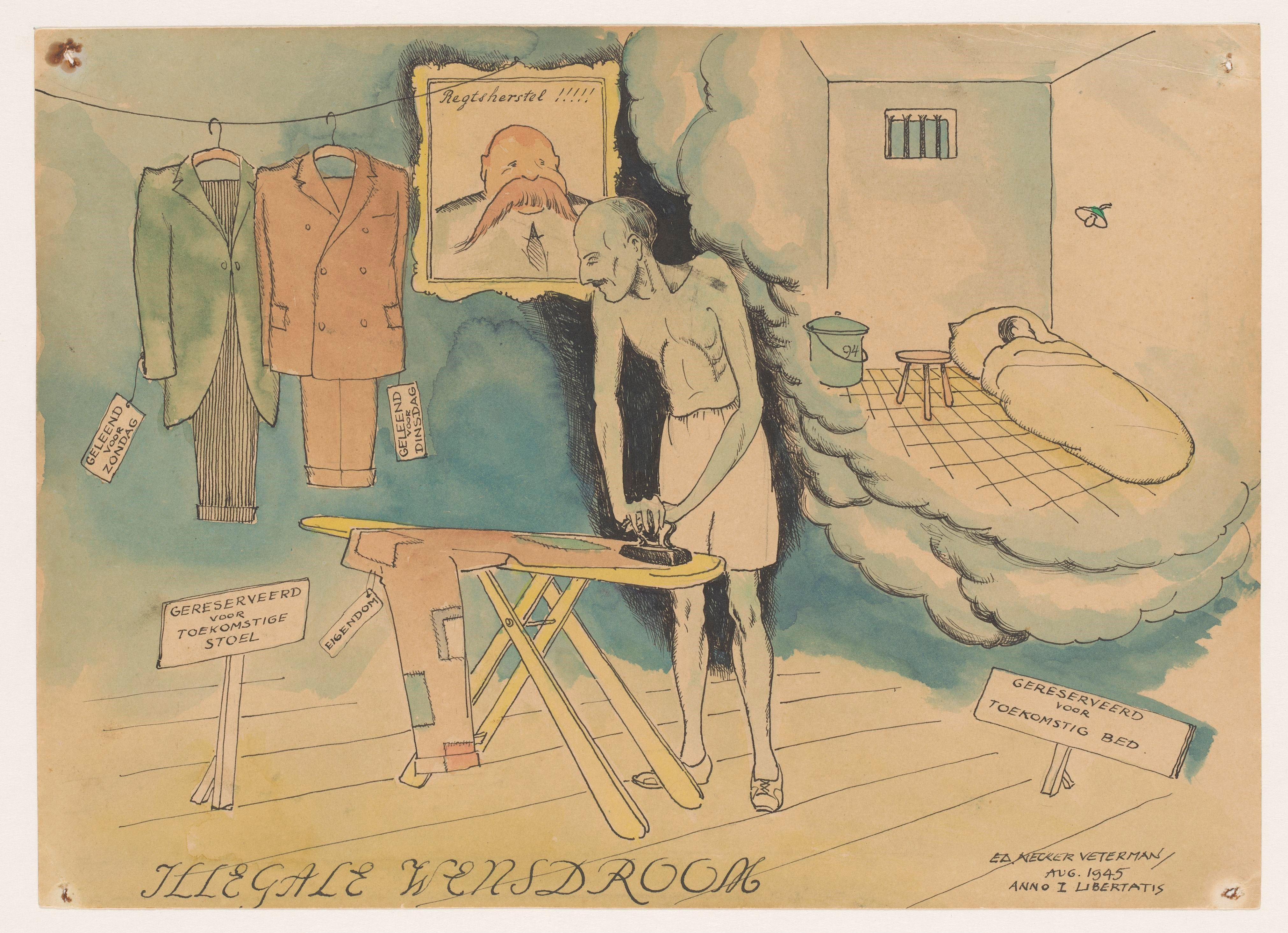
Illegale wensdroom. Magere man met strijkplank. Aan de muur een portret van Gerbrandy met het opschrift: Regtsherstel

Prins Bernhard gaf Veterman persoonlijk de opdracht tot het schrijven van de geschiedenis van de Binnenlandse Strijdkrachten, maar toen duidelijk werd dat de schrijver daarin een boekje open wilde doen over dubieus gedrag van hooggeplaatste militairen en politici tijdens de oorlog, werd de opdracht weer ingetrokken.
In juni 1946 kwamen Veterman en zijn vrouw Katy om het leven bij een verkeersongeluk bij Laren. Omdat hij na de bevrijding een ware luis in de pels was geworden, waren er onmiddellijk geruchten over een liquidatie, maar bewijs hiervoor is nooit geleverd.
Maar goed onderzoek is er niet gedaan naar het ongeluk. Net zomin als naar het auto-ongeluk waarbij verzetsman pater Ludo Bleys op 15 augustus 1945 om het leven was gekomen. Ook hij had zich kritisch geuit over bepaalde ministers in "Londen". Zij maakten gebruik van dezelfde garage in Utrecht.
- Biografisch Portaal: 73103302
- Digitale Bibliotheek voor de Nederlandse Letteren: vete001
- Gemeinsame Normdatei: 123912237
- International Standard Name Identifier: 0000 0000 6683 2230
- Library of Congress Control Number: n84133024
- Nationale Bibliotheek van Israël: 987007269682405171
- Nederlandse Thesaurus van Auteursnamen: 070361827
- RKD-Nederlands Instituut voor Kunstgeschiedenis: 80820
- Système universitaire de documentation: 249455439
- Virtual International Authority File: 57532712
- WorldCat: E39PBJv4hBmVhDDHg7vbtvpVmd